# جهان افتخار
جهان افتخار (انگلیسی: World of Glory) یک فیلم کوتاه به کارگردانی روی آندرسون است که در سال ۱۹۹۱ منتشر شد.